# Griffin Colapinto
Pour les articles homonymes, voir Colapinto.
Griffin Colapinto est un surfeur américain né le 29 juillet 1998 à San Clemente, en Californie. Participant à la World Surf League à compter de 2018, il en a remporté quatre étapes : deux en 2022, une troisième en 2023 et la dernière en 2024. Il est qualifié pour l'épreuve masculine des Jeux olympiques d'été de 2024, organisés à Paris.